# Mamblas
Mamblas település Spanyolországban, Ávila tartományban.  Lakosainak száma 196 fő (2024).

## Népesség
A település népessége az utóbbi években az alábbiak szerint változott:
| Lakosok száma | 272  | 261  | 252  | 230  | 228  | 225  | 215  | 204  | 202  | 196  |
|               | 2001 | 2004 | 2006 | 2009 | 2011 | 2014 | 2016 | 2019 | 2021 | 2024 |